# Виа Домициана
Виа Домициана (на латински: Via Domitiana; Via Domiziania) е римски път в регион Кампания.
Виа Домициана започва от пристанището Терачина, минава през Путеоли (днес Поцуоли) и води към Порт Юлий на Неаполитанския залив, (Неапол), Синуеса и води към Региум.
Строежът на пътя започва през 95 г. и получава името си в чест на император Домициан.
Виа Домициана не трябва да се бърка с Виа Домиция в Галия (Франция).